# Insecte social
«  Insectes sociaux » redirige ici. Pour la revue scientifique, voir Insectes sociaux (revue).

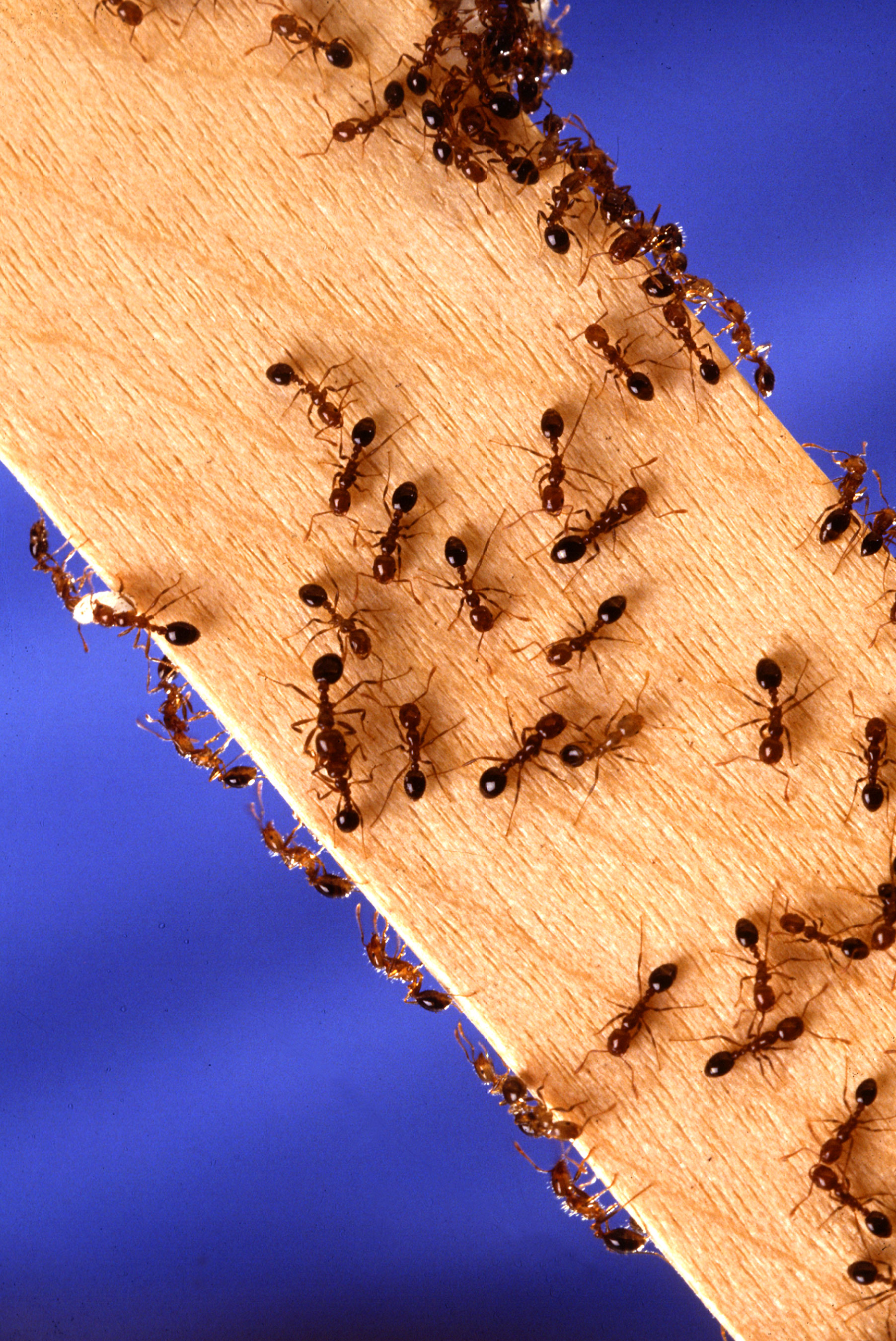
Les fourmis sont des animaux eusociaux.

Les insectes sociaux sont des insectes qui vivent et s'organisent en colonies et démontrent une intelligence collective leur permettant de retirer un bénéfice de leur instinct grégaire.
On connaît des insectes sociaux parmi trois ordres différents : les hyménoptères (Hymenoptera), les blattoptères (Blattodea) et les coléoptères (Coleoptera).

## Inventaire
- Hyménoptères (Hymenoptera) :
  - toutes les espèces de fourmis (Formicidae),
  - certaines espèces d'abeilles,
  - certaines espèces de guêpes ;
- Blattoptères (Blattodea) :
  - toutes les espèces de termites (Termitoidea) ;
- Coléoptères (Coleoptera) :
  - toutes les espèces de passalidés (Passalidae),
  - certaines espèces de curculionidés (Curculionidae).

## Différents niveaux de socialité

### Eusocialité
Les insectes sociaux présentent en général une structure sociale d'un type particulier baptisée eusocialité qui se manifeste par une division du travail, la présence d'une caste stérile (ouvrières) et une absence de séparation franche entre les différentes générations.
Le fait que certains individus (« ouvrier » ou « ouvrière ») de la colonie ne se reproduisent pas s'explique par le fait que le bénéfice n'est pas donné à leur progéniture mais à celle d'individus qui leur sont étroitement apparentés.
Ils ne représentent que 2 % des espèces d'insectes mais à eux seuls la moitié de la biomasse des insectes.

### Subsocialité
Quand la socialité se limite à des soins coordonnés aux jeunes, on parle de subsocialité. Exemple : les passalidés (Passalidae), une famille de coléoptères (Coleoptera).